# Niecenia
Niecenia – wieś w Polsce położona w województwie łódzkim, w powiecie łaskim, w gminie Sędziejowice. W skład tego sołectwa wchodzi także wieś Wola Marzeńska i przysiółek Wola Marzeńska-Parcela.
W latach 1975–1998 miejscowość administracyjnie należała do województwa sieradzkiego.